# 阿爾及利亞的義大利人
義大利裔阿爾及利亞人，是指有義大利血統的阿爾及利亞公民。該術語也可能指從義大利移民到阿爾及利亞的人，人口約由600人至2000人。

## 歷史
義大利人最早出現在阿爾及利亞是在羅馬帝國時代，較多定居在阿爾及利亞是在中世紀，當時威尼斯共和國的一些商人定居在馬格裡布中部海岸。第一批義大利人在阿爾及爾和阿爾及利亞東部紮根，特別是在安納巴和君士坦丁。一小部分人去了奧蘭，那裡的西班牙人社區已經存在了好幾個世紀。這些第一批義大利人（估計有1人）是商人和工匠，農民人數很少。
當法國在1830年佔領阿爾及利亞時，它在1833年第一次人口普查中登記了1000多名義大利人，集中在阿爾及爾和安納巴。隨著法國人的到來，來自義大利的移民潮大大增加：1836年義大利人增加到1，800人，1846年增加至8100人，1855年增加至9000人，在1866年增加至16500人。義大利人是阿爾及利亞外國人中的一個重要社區。安納巴是義大利人在阿爾及利亞的主要定居中心之一。1850年至1880年間，一個義大利珊瑚漁民社區從利古里亞，托斯卡納和坎帕尼亞定居在那裡。[義大利人在阿爾及利亞從事的其他工作包括漁民，勞工，製瓦工，礦工，大理石工人，裁縫，石匠，木匠和鞋匠。
1889年，法國授予外國居民公民身份，主要是來自西班牙或義大利的定居者，以統一所有歐洲定居者（黑腳）在「阿爾及利亞法蘭西人」的政治共識中。法國希望增加歐洲人在阿爾及利亞的存在，同時限制和防止義大利殖民主義在鄰國突尼西亞和阿爾及利亞的野心。結果，阿爾及利亞的義大利社區開始下降，從1866年的44000人下降至1896年的35000人。
在1906年的人口普查中，阿爾及利亞的12，000名義大利人登記為歸化法國人，第一次世界大戰後，義大利裔阿爾及利亞人穩定在30000-35，000人左右。法西斯主義在阿爾及利亞也很少有皈依者。在19世紀和20世紀之交，阿爾及利亞經歷了建築熱潮，泥瓦匠幾乎都是義大利人。他們中的許多人後來成為建築領域的企業家。義大利人在礦工和從事公路和鐵路建設的工人中也占多數。
同樣值得注意的是義大利農民，他們使法國殖民者未開墾的土地再次生產，並致力於其他生產活動。在20世紀初，開設了講義大利語的學術，衛生和文化機構，特別是在1927年，有三所私立小學，八所互助機構，兩個義大利文化傳播中心和一個經濟協會。義大利語課程也很常見。
第二次世界大戰後，義大利裔阿爾及利亞人追隨法國黑腳人的命運，特別是在阿爾及利亞戰爭期間，大量遣返義大利。在1960年代，阿爾及利亞從法國獨立后不久，義大利社區約有18，000人，幾乎全部居住在首都，這一數位在短時間內下降到500-600人。
2012年，有2000名義大利裔阿爾及利亞人，其中只有幾百人是舊定居者的後裔，留在阿爾及爾的少數義大利社區成員擁有一所學校（名為“羅馬”）和一個俱樂部供他們使用。